# چنار علیا (اسدآباد)
چنار علیا (اسدآباد)، روستایی از توابع بخش مرکزی شهرستان اسدآباد در استان همدان ایران است.مردم این روستا جز مردم ترک هستند و به زبان ترکی صحبت میکنند.

## جمعیت
این روستا در دهستان چهاردولی قرار دارد و براساس سرشماری مرکز آمار ایران در سال ۱۳۹۵، جمعیت آن ۲۰۲۰ نفر (۶۰۲ خانوار) بوده‌است.